# Rebeerer

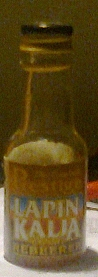
Rebeerer gjord för Lapin Kulta

Rebeerer är smakessens ämnad att kompensera för smakskillnaden mellan lättöl med tillsatt sprit och riktig starköl.
När neutral sprit, till exempel vodka, tillsätts till lättöl blir resultatet lätt vattnigt och får bismaker. Tanken är att rebeerern ska kompensera för detta och få resultatet mera likt riktig starköl.
Huvudsyftet med rebeerer är att få fram en produkt som är så lik riktig starköl som möjligt, men till ett väsentligt lägre pris än i butik. För att detta ska vara möjligt och meningsfullt krävs normalt sett antingen att spriten är hembränd eller inköpt från ett land som har lägre alkoholskatt än det land där slutprodukten är tänkt att konsumeras. Det krävs också att alkoholskatten på öl i hemlandet är förhållandevis hög så att prisskillanden mellan lätt- och starköl är markant.
I Sverige är det folköl 2,8% som ämnar sig bäst att "rebeeras", eftersom detta är den starkaste ölen som är fri från alkoholskatt.
Rebeerer kommer i olika smakvarianter och det är viktigt att ungefär rätt typ används, exempelvis är det inte lämpligt att använda en rebeerer för mörkt öl till ljus lager.